# Wygoda (powiat przasnyski)
Wygoda – wieś w Polsce położona w województwie mazowieckim, w powiecie przasnyskim, w gminie Przasnysz.
Miejscowość wchodzi w skład sołectwa Zakocie.
| SIMC    | Nazwa    | Rodzaj     |
| ------- | -------- | ---------- |
| 0518263 | Patołęka | przysiółek |

W latach 1975–1998 miejscowość należała administracyjnie do województwa ostrołęckiego.
Nazwa folwarku dóbr Bartniki wymieniona w 1880 r. w gminie Karwacz. W roku 1915 Wygoda – Bartniki całkowicie zniszczona, ale około roku 1930 miała już 7 zagród. Obecnie 6 zamieszkanych posesji i 34 mieszkańców.
Wierni Kościoła rzymskokatolickiego należą do parafii św. Wojciecha w Przasnyszu.